# Nymphargus prasinus
Espèce
Synonymes
- Centrolenella prasina Duellman, 1981
- Cochranella prasina (Duellman, 1981)

Statut de conservation UICN

 VU B1ab(iii) : Vulnérable
Nymphargus prasinus est une espèce d'amphibiens de la famille des Centrolenidae.

## Répartition
Cette espèce est endémique de Colombie. Elle se rencontre dans les départements de Valle del Cauca, de Chocó, de Risaralda et d'Antioquia de 900 à 1 450 m d'altitude sur le versant Ouest de la cordillère Occidentale.

## Description
Les mâles mesurent de 33,0 à 34,5 mm.

## Publication originale
- Duellman, 1981 : Three new species of centrolenid frogs from the Pacific versant of Ecuador and Colombia. Occasional Papers of the Museum of Natural History, University of Kansas, no 88, p. 1-9 (texte intégral).